# Denis Lapière
Denis Lapière, né le 8 août 1958 à Namur, est un scénariste et éditeur belge.
Prolifique auteur de scénarios de romans graphiques et de one shots (Le Bar du vieux Français, Un peu de fumée bleue..., Le Tour de valse, Page noire, Le Faux Soir) publiés chez différents éditeurs, il est aussi le créateur de plusieurs séries aux éditions Dupuis : Alice et Léopold (1989-1995), Charly (1991-2007), Luka (1996-2004), Ludo (1999-2009) ou encore Oscar (2001-2008) et Alter Ego (2011-2014). Il est également le repreneur de séries classiques de l'éditeur tels que Tif et Tondu (1991-1997) et Michel Vaillant, (depuis 2012 avec Philippe Graton et seul depuis 2020).
Il est aussi co-scénariste des films longs métrages L'Avion de Cedric Khan, en 2005 adapté de sa bande dessinée Charly  et de Comme Tout le Monde de Pierre-Paul Renders, en 2006.

## Biographie

### Jeunesse et formation
Denis Lapière naît le 8 août 1958 à Namur. Son père lui offre l’album Tintin en Amérique à l’âge de six ans et commence à dessiner ses propres bandes. Il se destine au journalisme et étudie la sociologie à l'Université Catholique de Louvain-la-Neuve dont il sort diplômé d'une licence en sociologie.

### Carrière

#### Années 1980
Au milieu des années 1980, Denis Lapière fait partie des fondateurs de la librairie Tropica BD à Charleroi. En 1983, il débute dans le journal Spirou,, en fournissant des histoires courtes, puis en 1985, il fait son entrée à L'Écho des savanes avec de courts récits et entame une collaboration avec Jean-Philippe Stassen puis, il écrit Momo Jim pour Éric Maltaite (Albin Michel, 1987). En 1986, il écrit le scénario de la série Alexe qu'il écrit sous le pseudonyme de Delaney pour Marcel Jaradin et publie ainsi son premier album aux éditions du Miroir en 1986. Puis, il enchaîne avec la série Mauro Caldi avec Michel Constant chez le même éditeur. Il fait une brève apparition dans Tintin reporter avec un court récit de 6 planches mis en image par Michel Constant dans le no 34 du 28 juillet 1989.

#### Années 1990
Il écrit pour le dessinateur Julien le court récit en 5 pages en noir et blanc Histoire de la mort stupide et absurde de ce bon vieux Pete, publié dans Jet numéro 2, une publication des Éditions du Lombard en février 1990. La même année, Denis Lapière entame une collaboration soutenue avec les éditions Dupuis : tout d'abord, avec Wozniak, il lance une série jeunesse intitulée Alice et Léopold, proposant une chronique semi-réaliste et sensible se situant dans le Congo belge des années 1920. Puis avec Magda, il crée Charly, un thriller fantastique cette fois destiné à la collection « Repérages ». Il conçoit également les histoires des tomes 4 (1994) et 5 (1995) de la série semi-réaliste Le Roi vert, dessinée par Gilles Mezzomo. Enfin, il est officialisé comme nouveau scénariste du classique Tif et Tondu. Il va être l'auteur des tomes 40 à 45, édités entre 1991 et 1997.
Parallèlement à ces multiples engagements, il signe aussi les scénarios de plusieurs one-shots : en 1992, il conçoit avec le dessinateur Jean-Philippe Stassen un diptyque consacré aux jeunesses d'une jeune Marocaine et d'un jeune Africain, intitulée Le Bar du vieux Français. L’œuvre est récompensée par plusieurs prix. Par ailleurs, il est l'auteur des scénarios de Le Cœur mangé, prépublié dans Hello Bédé et publié aux éditions du Lombard en 1992, Anguille Crue (Rêve-en-Bulles, 1993), La Race des Seigneurs (Dargaud, 1995), Le Chant des Anguilles (Schlirf-Book, 1996).
En 1995, les éditions Dupuis arrêtent Alice et Léopold, en raison de ventes trop faibles. En revanche, elles lui commandent deux nouvelles séries pour la collection « Aire libre ». En 1996 sort ainsi le premier tome de La Dernière des salles obscures. Sur un dessin de Paul Gillon, il raconte le destin d'un producteur de cinéma à travers le vingtième siècle. Deux autres tomes suivront, publiés en 1997 et 1998. L'autre série lancée par Lapière est dessinée par Gilles Mezzomo : intitulée Luka, cette série policière connaît neuf tomes publiés entre 1996 et 2004.
En 1996, il publie dans la collection « Long courrier » aux éditions Dargaud La Saison des anguilles avec Pierre Bailly, album dont Anguille crue est le prémisse et Le Chant des Anguilles un récit dérivé.

#### Années 2000
Les éditions Dupuis lui renouvellent sa confiance à l'approche des années 2000, en lui commandant plusieurs séries jeunesse : en 1998, Denis Lapière retrouve le dessinateur Pierre Bailly pour livrer Ludo, une chronique tendre de la jeunesse d'un petit garçon passionné par les aventures d'un héros de bande dessinée fictive, L'Inspecteur Castar dont les dessins sont réalisés par Vincent Mathy. La série connaît un bel accueil critique,,. Autre série jeunesse au concept ludique, La Clé du mystère, qui propose aux jeunes lecteurs des enquêtes policières à résoudre avec les héros. La série ne dure que cinq tomes, entre 2000 et 2005. Enfin, entre 2001 et 2008 sortent huit tomes de Oscar, série centrée sur un petit garçon turbulent, dessinée par Durieux.
L'auteur reste parallèlement fidèle à un registre adulte : en 1999, il crée pour Casterman Clara, qui ne connaît que trois tomes, entre 1999 et 2002. Il signe aussi plusieurs one-shots : Un peu de fumée bleue... (Aire libre, 2000), Agadamgorodok (Aire libre, 2003), Le Tour de Valse (Aire libre, 2004), Luna Almaden (Aire libre, 2005), le diptyque La Femme Accident, avec Olivier Grenson (Dupuis, 2008-2009), Amato (Futuropolis, 2009), le diptyque L’Impertinence d’un été, avec Ruben Pellejero (Aire libre, 2009), Urielle (Quadrants, 2009), Page noire, avec Ralph Meyer (Futuropolis, 2009).
En 2006, il publie aussi le tome 1 de Comme Tout le Monde, sur un dessin de Rudy Spiessert, dans la collection « Expresso » des éditions Dupuis. Cependant, l'année suivante, le tome 2 n'est rendu disponible par l'éditeur que dans une intégrale.
Durant ces années 2000, Denis Lapière vit aussi plusieurs expériences en tant que scénariste pour le cinéma : d'une part avec Cedric Khan en tant qu'adaptateur de sa série Charly pour un film qui s'intitule L'Avion : d'autre part avec Pierre-Paul Renders, avec qui il co-scénarisera son long-métrage Comme tout le monde.
Enfin, en 2007, il accepte un rôle éditorial chez Dupuis pour qui il lance les collections « Punaise » et « Puceron ». Il va tenir ces fonctions de mai 2005 à décembre 2009,.
En 2009, l'éditeur arrête Ludo après neuf albums publiés en dix ans, et un changement de style graphique opéré à mi-parcours. Les années 2010 vont être placées sous le sceau d'un lectorat plus âgé.

#### Années 2010
En effet, dès le début des années 2010, Denis Lapière s'éloigne des univers destinés à la jeunesse : en 2011, il crée la série chorale d'action-suspense Alter Ego" et en 2012, il conçoit les nouvelles aventures de Michel Vaillant avec Philippe Graton. En 2013, il lance la série de science-fiction La Peur géante avec le dessinateur Mathieu Reynès, pour Comix Buro et Ankama.
Il entame également une veine plus historique avec les one-shots À l'ombre de la Gloire (Futuropolis, 2012) et Le Convoi (Dupuis, 2013) ; la chronique Heureuse Vie, Heureux Combats (Dupuis, 2014) ; Martin Eden (Futuropolis, 2016) ; Le Professeur ZD (Intradel, 2016) ; la trilogie Rose, qui constitue une adaptation co-écrite avec Émilie Alibert pour Valérie Vernay (Dupuis, 2017-2019) ; Trois fois dès l'aube, avec Aude Samama (Futuropolis, 2018) ; Seule, avec le dessinateur catalan Ricard Efa.
Par ailleurs, en 2017, le musicien Tony Canton compose une musique originale pour le spectacle BD /concert Le Tour de Valse,, que Denis Lapière joue avec Jean-Pierre Caporossi.
En 2018 et jusque 2022, il est directeur de la « Collection Sport by Dupuis », consacrée aux grand clubs de football européens dont Standard de Liège de Michaël Lambert,. 

#### Années 2020
Début 2020, il scénarise Un homme qui passe pour Dany chez Dupuis / Aire libre.
Fin 2021, il scénarise Le Faux Soir pour Christian Durieux chez Futuropolis, album qui sera récompensé de plusieurs prix et début 2022, il signe en collaboration avec son ami Pierre-Paul Renders l'adaptation en bande dessinée des romans à succès U4, pour les éditions Dupuis. Au même moment, il lance en collaboration avec Émilie Alibert une nouvelle saga, Le Roi Louve avec le dessinateur Adrián Fernandez Delgado.
Toujours en 2022, il devient responsable éditorial de la marque Michel Vaillant chez Graton éditeur[source insuffisante]. Cette même année, il contribue au Tintin numéro spécial 77 ans. Et scénarise le tome 1 Dans l'enfer d'Indianapolis (2022) d'une nouvelle série intitulée Michel Vaillant Légendes, suivi de L'Âme des pilotes (2023) et Effroyable saison (2024).
Aux côtés de Gani Jakupi, il sort Barcelona, âme noire, un polar pendant les années de dictature espagnole en 2024.
Selon Patrick Gaumer « Au fil du temps, Denis Lapière acquiert une rare maîtrise de sa discipline et construit une œuvre personnelle, profondément humaine, belle et politiquement engagée. »

### Vie privée
Denis Lapière est marié et père de trois enfants et c'est un grand sportif adepte du vélo.

## Œuvres

### Bande dessinée

#### Collectifs
- Numéro spécial 77 ans - L'hommage des auteurs et autrices d'aujourd'hui aux personnages mythiques du journal Tintin, Éditions Moulinsart-Le Lombard, Bruxelles, 8 septembre 2023
Scénario : collectif dont Lapière - Dessin : collectif - Couleurs : quadrichromie -  (ISBN 2-85815-201-2)

### Filmographie

#### Cinéma comme scénariste
- 2005 : L'Avion, coscénario[108] de Cédric Kahn ;
- 2006 : Comme tout le monde, coscénario[109] de Pierre-Paul Renders.

#### Série télévisée d'animation
- 1998 : Papyrus[110], idée originale d'un épisode de la série en 1998.

## Distinctions

### Récompenses
- 1991 :  Stripschappenning album de l'année pour le tome 1 de Charly[111] ;
- 1992 : 
  -  prix BD pour Le Bar du vieux Français avec Jean-Philippe Stassen au Festival de Durbuy[112] ;
  -  Stripschappenning[111] album de l'année pour Le Bar du vieux Français tome 1 avec Jean-Philippe Stassen, meilleur album étranger à Breda[112] ;
  -  prix de la presse au Festival international de la bande dessinée de Sierre[113]
- Festival d'Angoulême 1993 :
  - Alph-Art coup de cœur pour Le Bar du vieux Français avec Jean-Philippe Stassen[112] ;
  - prix Bloody Mary[114] pour Le Bar du vieux Français avec Jean-Philippe Stassen ;
  - prix du jury œcuménique de la bande dessinée pour Le Bar du vieux Français avec Jean-Philippe Stassen ;
- 1996 : 
  -  Meilleur album de l'année pour La Saison des Anguilles avec Pierre Bailly lors du Festival BD de Charleroi[113] ;
  -  prix décerné au festival de Sérignan[115] avec Pierre Bailly pour La Saison des Anguilles ;
- 1997 :    prix interfestival[116] décerné par les responsables des festivals de Illzach, Audincourt, Chambéry, Saint-Malo, Sierre, Maisons-Laffitte, Martignas, Cousance, Carros, Colomiers et Coxyde avec Pierre Bailly pour La Saison des Anguilles ;
- 1998 :  prix de l'enseignement 41 pour le Jeune Public pour Ludo, avec Pierre Bailly[117] ;
- 2001 : 
  -  Éléphant d'Or pour Un peu de fumée bleue... avec Rubén Pellejero, décerné lors du Festival international de la bande dessinée de Chambéry[118] ;
  -  Grand Prix du meilleur scénario pour Un peu de fumée bleue avec Rubén Pellejero, décerné par la Chambre Belge des Experts en Bande Dessinée[113] ;
- 2002 :  prix du meilleur album pour Un peu de fumée bleue avec Rubén Pellejero et prix meilleur scénario au Foro de Comic Europeo[113] ;
- 2004 :  prix des 20 ans[114] de l'ACBD pour Le Bar du vieux Français avec Jean-Philippe Stassen ;
- 2005 :  prix Saint-Michel du meilleur scénario pour Le Tour de valse, décerné lors du Festival de bande dessinée de la Région de Bruxelles-Capitale[119] ;
- 2011 :
  -  prix Saint-Michel du meilleur scénario avec Pierre-Paul Renders pour les six tomes d'Alter ego décerné lors du Festival de bande dessinée de la Région de Bruxelles-Capitale[23] ;
  -  prix Diagonale du meilleur album, avec Ralph Meyer et Frank Giroud, pour Page noire[120].
- 2022 :  prix Atomium : prix cognito de la BD Historique et Prix de la Ville de Bruxelles pour Le Faux Soir (avec Christian Durieux et Daniel Couvreur)[39].

### Nominations
- Festival d'Angoulême 1997 : Alph-art coup de cœur pour La Saison des Anguilles[121] ;
- Festival d'Angoulême 2012 : prix de la Série pour Alter Ego[122].